# Newgrove House SAC
Newgrove House SAC este o arie protejată (arie specială de conservare — SAC, sit de importanță comunitară — SCI) din Irlanda întinsă pe o suprafață de 47,41 ha, integral pe uscat.

## Localizare
Centrul sitului Newgrove House SAC este situat la coordonatele 52°52′23″N 8°49′19″W / 52.873107°N 8.821951°V.

## Înființare
Situl Newgrove House SAC a fost declarat sit de importanță comunitară în ianuarie 2002 pentru a proteja un număr necunoscut de specii din flora spontană și fauna sălbatică aflate în arealul zonei. Situl a fost protejat și ca arie specială de conservare în aprilie 2016.

## Biodiversitate
Situată în ecoregiunea atlantică, aria protejată nu include niciun habitat protejat.
La baza desemnării sitului se află un număr nedeclarat de specii protejate.